# Culicoides quaiparaensis
Culicoides quaiparaensis är en tvåvingeart som beskrevs av Clastrier 1971. Culicoides quaiparaensis ingår i släktet Culicoides och familjen svidknott.
Artens utbredningsområde är Franska Guyana. Inga underarter finns listade i Catalogue of Life.